# Coupe du Vietnam de football
La Coupe du Viêt Nam de football a été créée en 1992. 

## Palmarès
- 1992 : Cang Sai Gon  1-1 (5-4 tab) Thê Công
- 1993 : Quãng Nam Dà Nãng 2-1 Tông Cuc Düòng Sát
- 1994 : Sông Bé 1-0 Cang Sai Gon
- 1995 : Công An Hãi Phòng 1-0 Công An Hà Nôi
- 1996 : Hai Quan 0-0 (6-5 tab) Cang Sai Gon
- 1997 : Hai Quan 3-0 Cang Sai Gon
- 1998 : Công An Thành Phô Hô Chí Minh  2-0 Hai Quan
- 1999 : Non disputée
- 2000 : Cang Sai Gon 2-1 Công An Thành Phô Hô Chí Minh
- 2001 : Công An Thành Phô Hô Chí Minh 2-1 Công An Hà Nôi
- 2002 : Sông Lam Nghệ An 1-0 Thua Thien Hue
- 2003 : Bình Dinh FC 2-1 Ngân Hàng Dông Á
- 2004 : Bình Dinh FC 2-0 Thê Công
- 2005 : Gach Dông Tâm Long An 5-0 Thép Việt Úc Hải Phòng
- 2006 : Hoà Phát Hà Nôi 2-1 Gach Dông Tâm Long An
- 2007 : Nam Dinh FC 1-0 Bình Dinh FC
- 2008 : Hanoi ACB 1-0 Binh Duong FC
- 2009 : Đà Nẵng Club 1-0 Thê Công
- 2010 : Sông Lam Nghệ An 1-0 Hoàng Anh Gia Lai
- 2011 : Navibank de Saigon 3-0 Sông Lam Nghệ An
- 2012 : Xuan Thanh de Saigon 4-1 T&T Hanoi
- 2013 : Xi Mang The Vissai Ninh Binh 1-1 (6-5 tab) Đà Nẵng Club
- 2014 : Xi Mang Hải Phòng FC 2-0 Becamex Bình Dương FC
- 2015 : Becamex Bình Dương FC 4-2 T&T Hanoi
- 2016 : Than Quang Ninh 4-4, 2-1 T&T Hanoi
- 2017 : Sông Lam Nghệ An 2-1, 5-1 Becamex Bình Dương FC
- 2018 : Becamex Bình Dương FC 3-1 Thanh Hóa Football Club
- 2019 : Hanoi Football Club 2-1 Quãng Nam Dà Nãng
- 2020 : Hanoi Football Club 2-1 Viettel FC
- 2021 : Compétition annulée
- 2022 : Hanoi Football Club 2-0 Bình Định FC
- 2023 : Thanh Hóa FC 0-0 (5-3 tab) Viettel FC
- 2024 : Thanh Hóa FC 0-0 (9-8 tab) Hanoi Football Club
- 2025 : Hanoï Police 5-0 Sông Lam Nghệ An